# 2008年MTV亞洲大獎
2008年MTV亞洲大獎在2008年8月2日於馬來西亞雲頂高原雲星劇場舉行。本屆是第六屆MTV亞洲大獎，也是在2007年停辦以後的首次頒獎典禮。入圍名單在2008年6月14日公布，官方網站也在同一天重新開放。投票期間從6月14日至7月25日。與過去不同的是，國際獎項不由觀眾票選（除了「亞洲最受歡迎國際歌手獎」），本屆也新增「最具合作團體歌手」、「最具舞台魅力歌手」和「最具創意歌手」三項獎項。觀眾可由官網或發送簡訊進行投票。本屆典禮主持人由30秒上火星主唱傑瑞德·萊托與莫文蔚擔任。

## 表演者
- Jabbawockeez（英语：Jabbawockeez）
- 小野貓－《Buttons》/《When I Grow Up》
- 共和世代－《Apologize》/《Stop and Stare》
- Electrico（英语：Electrico）/孫燕姿－《Save Our Soul》/《Against the Light》
- 手創樂團－《The Man Who Can't Be Moved》
- 里歐娜·路易斯－《Better In Time》/《Bleeding Love》
- Super Junior－《Mirror》/《Don't Don》&《A Man In Love》Remix Ver.
- 5次方樂團－《Empty》/《Jenny》
- 迪斯可癟三－《I Write Sins Not Tragedies》/《Nine In The Afternoon》

另外還有繞舌團體 Project E.A.R. 的特別表演，成員來自新加坡的嘻哈團體Ahli Fiqir、馬來西亞 Pop Shuvit、印尼 Saint Loco、菲律賓 Slapshock 和泰國 Silksounds 與 Thaitanium。

## 頒獎人
- Dave
- Jacklyn Victor
- Joe Flizzow（英语：Joe Flizzow）
- 古巨基
- Miguel Chavez
- Moots
- 小野貓
- 羅志祥
- 孫燕姿
- 手創樂團

## 得獎名單

### 地區獎項

#### 中國大陸最受歡迎歌手
- 花兒樂隊
- 李宇春
- 汪峰
- 楊坤

#### 香港最受歡迎歌手
- 劉德華
- 陳奕迅
- 容祖兒
- 古巨基

#### 印尼最受歡迎歌手
- Andra and The BackBone（英语：Andra and The BackBone）
- Yovie & Nuno
- Mulan Jameela
- Nidji

#### 南韓最受歡迎歌手
- Big Bang
- Super Junior
- 少女時代
- Wonder Girls

#### 馬來西亞最受歡迎歌手
- Faizal Tahir（英语：Faizal Tahir）
- Pop Shuvit（英语：Pop Shuvit）
- 張棟樑
- 茜蒂·諾哈麗莎

#### 菲律賓最受歡迎歌手
- Urbandub（英语：Urbandub）
- Sandwich（英语：Sandwich (band)）
- Sponge Cola（英语：Sponge Cola）
- Chicosci（英语：Chicosci）

#### 新加坡最受歡迎歌手
- Electrico（英语：Electrico）
- 林俊傑
- 蔡健雅
- 孫燕姿

#### 台灣最受歡迎歌手
- 五月天
- 蔡依林
- S.H.E
- 羅志祥

#### 泰國最受歡迎歌手
- Bodyslam（英语：Bodyslam (band)）
- K-Otic
- Saksit Vejsupaporn
- Groove Riders

### 國際獎項

#### 亞洲最受歡迎國際歌手
- 艾薇兒
- 菲姬
- 賈斯汀
- 聯合公園

#### 最具舞台魅力歌手
- 黑眼豆豆
- 克莉絲汀
- 繆斯
- 聯合公園

#### 最具創意歌手
- 冰金樂團（Goldfrapp）
- 關·史蒂芬妮
- 肯伊·威斯特
- 電台司令

#### 最具合作團體歌手
- 共和世代與提姆巴蘭－《Apologize》
- /蕾哈娜與傑斯－《Umbrella》
- /艾薇兒與饒舌小媽（Lil' Mama）－《Girlfriend》
- /碧昂絲與夏奇拉－《Beautiful Liar》

#### 最具突破歌手
- 共和世代
- 里歐娜·路易斯
- 道奇樂團（Daughtry）
- 米卡

#### 最佳音樂錄影帶歌手
- 30秒上火星－《A Beautiful Lie》
- 正義樂團（Justice）－《D.A.N.C.E.》
- 菲姬－《Clumsy》
- 迪斯可癟三－《Nine In The Afternoon》

### 特殊獎項
- EDC時尚魅力大獎－迪斯可癟三
- 最佳突破獎－五次方樂團
- 最具影響力歌手－莫文蔚

## 外部連結
- MTV亞洲大獎官方網站
- MTV亞洲（页面存档备份，存于）